# Русич, Деян
Деян Русич (словен. Dejan Rusič; 5 декабря 1982, Кршко, СФРЮ) — словенский футболист, нападающий.

## Клубная карьера
Свою футбольную карьеру Деян начал в клубе из своего родного города «Кршко», за который отыграл два сезона, и забил 13 мячей в 47 матчах. В 2004 году перешёл в «Целе», за который отыграл три сезона. В 2007 году уехал за границу, в румынскую «Политехнику (Тимишоару)». За три сезона в Румынии сыграл 41 матч и забил 9 мячей. 10 марта 2010 года подписал контракт с российским клубом «Спартак-Нальчик». В новом клубе дебютировал 19 марта, выйдя на замену в матче против «Алании». Первый гол за новый клуб забил 12 апреля в матче против казанского «Рубина», заменив на 69-й минуте Патрика Этчини и сравняв счёт на 87-й минуте. Тем самым прервал сухую серию вратаря Сергея Рыжикова, которая составляла 655 минут. 30 июля вернулся из аренды обратно в «Тимишоару». В январе 2011 года Русич перешёл в клуб из Саудовской Аравии «Аль-Таавун», за который дебютировал 12 февраля 2011 года против клуба «Аль-Кадисия» и отметился забитым мячом.

## Международная карьера
В сборной Словении дебютировал 31 мая 2006 года в домашнем матче против сборной Тринидада и Тобаго, выйдя на замену в самом конце матча. Всего за сборную провёл 4 игры.
| Матчи и голы Русича за сборную Словении | Матчи и голы Русича за сборную Словении | Матчи и голы Русича за сборную Словении | Матчи и голы Русича за сборную Словении | Матчи и голы Русича за сборную Словении | Матчи и голы Русича за сборную Словении           | Матчи и голы Русича за сборную Словении |
| №                                       | Дата                                    | Оппонент                                | Счёт                                    | Голы Русича                             | Соревнование                                      |                                         |
| --------------------------------------- | --------------------------------------- | --------------------------------------- | --------------------------------------- | --------------------------------------- | ------------------------------------------------- | --------------------------------------- |
| 1                                       | 31 мая 2006                             | Тринидад и Тобаго                       | 3:1                                     | −                                       | Товарищеский матч                                 |                                         |
| 2                                       | 4 июня 2006                             | Кот-д’Ивуар                             | 3:0                                     | −                                       | Товарищеский матч                                 |                                         |
| 3                                       | 13 октября 2007                         | Албания                                 | 0:0                                     | −                                       | Отборочный матч чемпионата Европы по футболу 2008 |                                         |
| 4                                       | 6 февраля 2008                          | Дания                                   | 1:2                                     | −                                       | Товарищеский матч                                 |                                         |

Итого: 4 матча / 0 голов; 2 победы, 1 ничья, 1 поражение.